# 木村宏
木村 宏（きむら ひろし、1953年4月23日 - ）は、日本の経営者。日本たばこ産業社長、会長を務めた。山口県出身。

## 経歴・人物
1972年に山口県立下関西高等学校を卒業、1976年に京都大学法学部を卒業し、同年に日本専売公社に入社した。1999年6月から2001年6月までに取締役を務め、2005年6月に再び取締役に就任し、翌年6月には社長に昇格した。2012年6月から2014年6月までに会長を務め、それ以降は特別顧問を務めた。
2019年6月から2021年6月までに野村ホールディングス社外取締役を務めた。